# 강덕원
강덕원(講德院)은 국기원 시스템을 만든 최초의 9 관 중 하나였다.
강덕원은 1950년대 후반 YMCA 권법부 출신 학생들에 의해 설립됐다. YMCA 권법부 창립자 병인윤씨의 두 제자는 홍종표와 박철희였다. 오늘날에도 강덕원은 한국에 여전히 존재하며 공식적으로는 태권도 강덕원으로 알려져 있다. 이는 국기원 시스템을 지지하고 세계 태권도 연맹을 지지하는 사회적 우호 동아리이다. 강덕원 역시 미국 강덕원 연맹이라는 이름으로 미국에 학교를 갖고 있다.
2016년 4월 2일 강덕원 공동 창업자 박철희 회장이 세상을 떠났다. 세상을 떠나기 전인 2015년 11월 6일 그는 공식적으로 강덕원의 세계 수장직에서 물러나고 바로 다음 날 현재 강덕원을 포함하는, 브라질, 한국, 파키스탄, 포르투갈, 베트남, 미국의 태권도 관련 협회를 포함하여 세계 강덕원 연맹을 창설한 화총에게 지도력을 넘겼다.
2018년 1월 1일 강덕원권법협회는 강덕원 무술에 관한 사항에 대해 미국 내 모든 회원을 대표하고, 이사회를 개최하며, 순위 자격, 강사 자격, 그리고 최소 커리큘럼 기준을 정한다. 협회는 캘리포니아 모데스토에 본부를 두고 있으며 미국에 살면서 필립 러싱 그랜드 마스터를 가르쳤던 박철희 그랜드 마스터의 직계 혈통에서 훈련을 받은 높은 순위의 검은띠로 대표된다.